# Скоробогатов, Анатолий Маркович
Анато́лий Ма́ркович Скоробога́тов (14 октября 1906, Чижа Первая, Уральская область — 21 июня 1944, станция Таммисуо, Ленинградская область) — старший механик-водитель танка 26-го гвардейского отдельного тяжёлого танкового полка 21-й армии Ленинградского фронта, гвардии техник-лейтенант. Герой Советского Союза.

## Биография
Родился 1 октября 1906 года в посёлке Чижа Первая (ныне — Таскалинского района Западно-Казахстанской области Республики Казахстан) в крестьянской семье. Образование среднетехническое. Работал шофёром.
В Красной Армии в 1922—1928 годах и с 1941 года, призван Ташкентским горвоенкоматом Узбекской ССР. На фронте в Великую Отечественную войну с ноября 1941 года. В 1943 году окончил Челябинское танкотехническое училище.
Старший механик-водитель танка 26-го гвардейского отдельного тяжёлого танкового полка гвардии техник-лейтенант Анатолий Скоробогатов особо отличился 21 июня 1944 года в бою за железнодорожную станцию Таммисуо.
При прорыве сильно укреплённой обороны противника механик-водитель Скоробогатов, умело маневрируя танком, уничтожил две противотанковые пушки и миномёт.
Когда в ходе боя его боевая машина была подбита, гвардии техник-лейтенант Скоробогатов пулемётным огнём уничтожил до трёх десятков солдат и офицеров противника. Затем в составе экипажа он в течение семи часов сражался в окружении. Израсходовав весь боекомплект, танкисты не покинули подожжённый врагами танк.
Похоронен в братской могиле в городе Выборге Ленинградской области.
Указом Президиума Верховного Совета СССР от 24 марта 1945 года за образцовое выполнение боевых заданий командования и проявленные при этом мужество и героизм гвардии технику-лейтенанту Скоробогатову Анатолию Марковичу посмертно присвоено звание Героя Советского Союза.
Награждён орденами Ленина, Красной Звезды.
В Выборге в районе подвига танкистов установлена мемориальная доска.